# Betty Thatcher Oros
Betty Thatcher Oros (de soltera Elizabeth Anna Thatcher; 18 de abril de 1917- 19 de agosto de 2001) fue una diseñadora de automóviles estadounidense.

## Semblanza

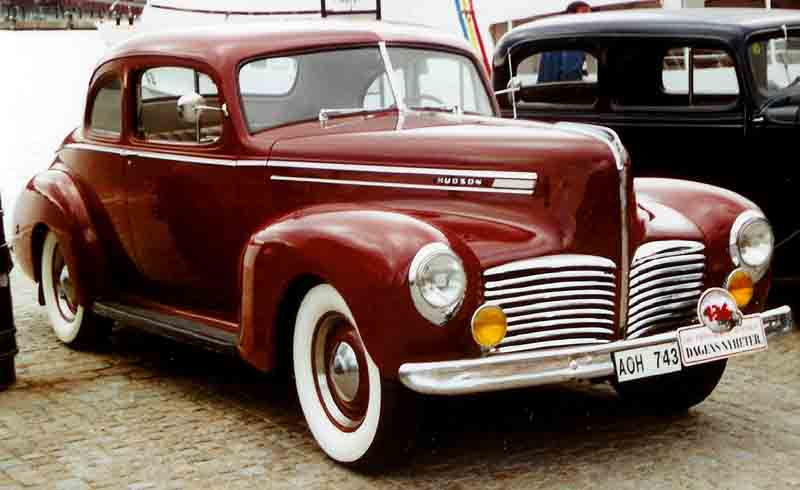
Hudson de 1941, con detalles estilísticos diseñados por Betty Oros

Betty Thatcher Oros se graduó en la Elyria High School en 1935. Asistió a la Escuela de Artes de Cleveland, el actual Instituto de Arte de Cleveland. Licenciada en Diseño Industrial y graduada con honores, fue contratada en 1939 por la Hudson Motor Car Company con el propósito de que una mujer contribuyera con un punto de vista femenino al diseño de sus automóviles, pasando a ser conocida como la primera diseñadora automotriz estadounidense.
Las contribuciones de Oros al Hudson de 1941 incluyeron molduras exteriores con iluminación lateral, panel de instrumentos interior, interiores y tapizados interiores.
Oros diseñó para Hudson Motor Co. desde 1939 hasta 1941, cuando ella y Joe Oros se casaron. Dado que Joe Oros trabajaba en el Cadillac Studio de General Motors, Betty renunció a Hudson para evitar un conflicto de intereses. Juntos, los Oros tuvieron cinco hijos: Joe III, Christina, Janet, Mary y John. Más adelante formaría parte de la Junta del Museo de Santa Bárbara y de la Junta de la Liga Sinfónica.
Falleció el 19 de agosto de 2001 en Santa Bárbara (California).